# Цукало
Цукалото, наричано още гърне, куку, нощна ваза, е съд за уриниране и дефекация, примитивен писоар, представляващ вид малка портативна тоалетна. Обикновено има дръжка и похлупак. Използва се нощно време, особено в миналото, когато тоалетните са строени на двора. Изработва се от метал, пластмаса или порцелан. Използвани са до XIX век, когато се появяват тоалетните чинии. Днес подобни прибори се използват предимно за малки деца, докато се научат да ходят в тоалетната. В гъстонаселените азиатски държави със слабо развита канализация като Китай, Северна Корея и др. цукалото остава масово използван предмет в домакинството. Също така цукалата за възрастни се използват и в инфекциозните болници за болни с чревни инфекции (дизентерия, салмонелоза и други, придружени с обилна диария, когато е необходимо всекидневно наблюдение на изпражненията на пациента от лекуващия лекар и изхвърлянето им в канализационната мрежа след задължителна дезинфекция).
Специална форма на нощното гърне е разработена специално за жените. То има продълговата форма, с издигнат преден край, което позволява на жените да уринират клекнали или прави, без риск от грешки, като също помага за защита на облеклото.
В някои страни в селските райони все още могат да се срещнат този вид писоари.